# HD 12661 b

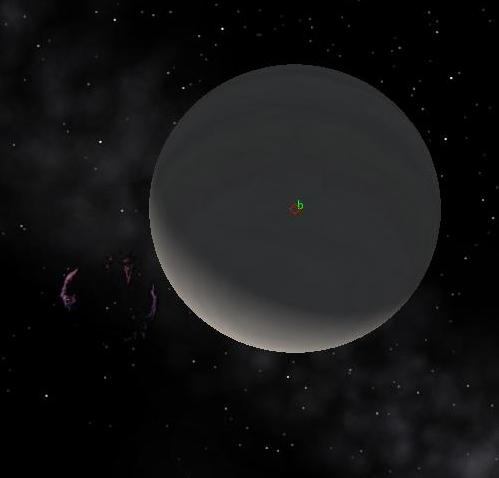

HD 12661 b는 항성 HD 12661을 돌고 있는 외계 행성이다. HD 12661b는 다른 외계 행성들 대부분이 그렇듯 행성의 중력이 모항성을 흔드는 것으로부터 그 존재가 밝혀졌다.(이 방법을 도플러 분광법이라고 부른다) 밝혀진 최소 질량은 목성의 2.34배이지만, 궤도경사각이 얼마나 되느냐에 따라 실제 질량은 더 무거울 수도 있다. 공전궤도 이심률은 큰 편이지만 궤도 전체는 항성의 생명체 거주가능 영역 안에 있다. 이는 만약 HD 12661 b가 질량 큰 지구 비슷한 외계 위성을 거느리고 있다면, 그 위성 표면에 외계 생명체가 태어날 수 있다는 것을 의미한다.

## 참고 문헌
- (영어) Fischer;  외. (2001). “Planetary Companions to HD 12661, HD 92788, and HD 38529 and Variations in Keplerian Residuals of Extrasolar Planets”. 《The Astrophysical Journal》 551 (2): 1107–1118. doi:10.1086/320224. 2019년 12월 7일에 원본 문서에서 보존된 문서. 2009년 6월 21일에 확인함.
- (영어) Butler;  외. (2006). “Catalog of Nearby Exoplanets”. 《The Astrophysical Journal》 646 (1): 505–522. doi:10.1086/504701. 2019년 12월 7일에 원본 문서에서 보존된 문서. 2009년 6월 21일에 확인함.
- (영어) www.extrasolar.net